# Agathia subcarnea
Agathia subcarnea là một loài bướm đêm trong họ Geometridae.